# De Behr
De Behr is een geslacht waarvan een lid in 1828 werd verheven in de Nederlandse adel en van wie verwanten nu tot de Belgische adel behoren.

## Geschiedenis

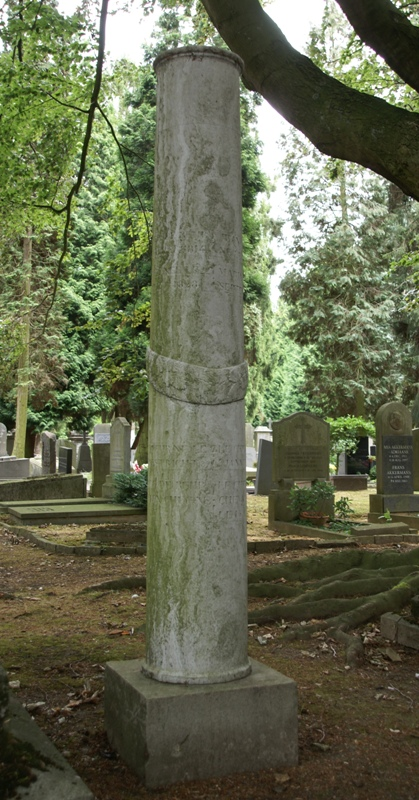
Grafmonument Jean Lambert Antoine de Behr (1753-1813)

De stamreeks begint met een voorvader die in 1623 voor het eerst wordt vermeld. Johannes-Josephus Behr (1717-1777) (ook soms Charles-Joseph genoemd) was baljuw van Awans en Loncin, die gedeeltelijk afhingen van het prinsbisdom Luik en gedeeltelijk van het keurvorstendom Trier. In 1755 werd hij door de hofpaltsgraaf Frans-Anton von Zeil (of von Zeyll) in de adelstand opgenomen met de titel van ridder van het Heilig Roomse Rijk, overdraagbaar op alle nakomelingen en met het partikel "de" voor de familienaam. De verheffing werd niet geregistreerd in het prinsbisdom Luik. 
Zijn eerste huwelijk met Catherine de Counotte (1718-1748) bleef kinderloos. Uit het tweede huwelijk met Angeline de Fromenteau de Ruyff, was hij de vader van Jean Lambert Antoine des H.R.Rijksridder de Behr (1753-1813), rechter in Maastricht voor wie een grafmonument bestaat. 
In 1828 werd een zoon van Jean Lambert Antoine, Jean Joseph Alexander André de Behr (1786-1855), ingelijfd in de Nederlandse adel met de titel van ridder op allen; zijn tak stierf uit. 
Van de twee jongste zoons van Johannes-Josephus, Pierre de Behr (1758-1838) en Jacques de Behr (1765-1845) werden heel wat later nakomelingen in de adel bevestigd, respectievelijk in 1956 en 1980. Zij dragen het predicaat jonkheer/jonkvrouw. Anno 2017 waren er nog zeven mannelijke telgen in leven, de jongste geboren in 2015.

### Enkele telgen
Jean Joseph de Behr (1717-1777), in 1755 verheven tot ridder des H.R.Rijks.
- Jean Lambert Antoine ridder de Behr (1753-1813); trouwde met Maria Anna Josephine de Prummer.
  - Edouart Alexandre de Behr (geboren en overleden 1840).
  - Jean Joseph Alexandre ridder de Behr (1786-1855), burgerlijk ingenieur, rechter te Maastricht, in 1828 erkend in de Nederlandse adel met de titel van ridder voor alle mannelijke afstammelingen (tak naar Engeland uitgeweken en uitgestorven). Jean-Joseph legde in 1840 de verklaring af Belg te willen blijven.
  - Hubert de Behr verkreeg adelserkenning met de riddertitel in 1828, hetgeen zonder gevolg bleef bij gebrek aan het lichten van de patentbrieven.
- Pierre François Robert des H.R.Rijksridder de Behr (1758-1838). Hij vroeg geen adelserkenning onder het Verenigd koninkrijk noch onder het Belgisch koninkrijk.
  - Jean Nicolas Joseph de Behr (1786-1862), lid van het Nationaal Congres, volksvertegenwoordiger, voorzitter van het Hof van beroep in Luik.
    - Jules de Behr (1823-1867), advocaat, getrouwd met Marie Piercot (1830-1913), dochter van de burgemeester van Luik en minister van Binnenlandse zaken, Ferdinand Piercot.
      - Ferdinand Jules de Behr (1864-1941), voorzitter van het hof van beroep in Luik.
        - Jhr. Paul de Behr (1911-2007) verkreeg in 1956 erfelijke adelserkenning.
          - Jhr. dr. Michel de Behr (1942), chef de famille
            - Jhr. ir. Frédéric de Behr (1974), vermoedelijke opvolger als chef de famille
- Jacques-Philippe de Behr, ridder van het Roomse rijk (1765-1845), vroeg evenmin adelserkenning aan. Het is pas zes generaties later dat afstammelingen van hem adelserkenning aanvroegen en in 1980 verkregen.
  - Philippe-Emmanuel de Behr (1788-1865)
    - Charles-Etienne de Behr (1834-1905)
      - Louis-Jules-Alphonese de Behr (1866-1918)
        - Charles-Ferdinand-Louis de Behr (1898-1957)
          - Louis-Charles de Behr (1919-1990)
            - Jhr. Eric de Behr (1944), architect
            - Jhr. Serge de Behr (1947), diplomaat
            - Jkvr. Astrid de Behr (1957)

### Adelsallianties
- Begasse de Dhaem (1971), De Kerchove de Denterghem (1971), Van der Vaeren (1975), De Kerchove d'Exaerde  (2005)

## Wapenbeschrijvingen
- 1755: Videlicet scutum quadratum inferius in cuspidem desinens, album sive argenteum, in hoc ursum in caespi[t]e viride erectum, sive in proedam intentum. Cui scuti imposita est corona aurea novem globulis argenteis ornata, telamones denique sunt duo leones aurei, rictu hiante, lingua rubra exserta, cauda post tergum reflexa.
- 1828: Van zilver, beladen met eenen klimmenden beer in zijne natuurlijke kleur, gekeerd ter rechterzijde en staande op een terras van synople. Het schild gedekt met eene kroon van goud met negen paerlen, en ter wederzijde vastgehouden door eenen klimmenden geluipaarden leeuw van goud.
- 1956: Van zilver, met een klimmende beer van sabel, geplaatst op een grasgrond van sinopel. Het schild getopt met een helm van zilver, getralied, gehalsband en omboord van goud, gevoerd en gehecht van keel, met wrong en dekkleden van zilver en van sabel. Helmteken: de beer van het schild uitkomende.
- 1980: In zilver, een rechtopstaande beer van sabel, op een grasgrond geplaatst. Een helm van zilver, gekroond, getralied, gehalsband en omboord van goud, gevoerd en gehecht van keel. Dekkleden: zilver en sabel. Helmteken: de beer van het schild uitkomende.